# Woody Guthrie
Woody Guthrie, właśc. Woodrow Wilson Guthrie (ur. 14 lipca 1912 w Okemah, Oklahoma, zm. 3 października 1967 w Nowym Jorku) – amerykański pieśniarz folkowy, gawędziarz i aktywista polityczny. Autor wielu piosenek z lat wielkiego kryzysu i II wojny światowej, m.in. „This Land is Your Land” czy „Tear the Fascists Down”. Najsłynniejszy przedstawiciel subkultury hobo. Ojciec Arlo Guthriego, również muzyka folkowego.
Guthrie napisał setki piosenek country, folkowych i dziecięcych, a także ballady i utwory improwizowane. Dust Bowl Ballads, album Guthriego z piosenkami o okresie Dust Bowl, znalazł się na liście 100 płyt, które zmieniły świat magazynu „Mojo”, a wiele z jego nagranych piosenek jest zarchiwizowanych w Bibliotece Kongresu. W 1988 został upamiętniony w muzeum Rock and Roll Hall of Fame.

## Życiorys
Urodził się w Okemah w rolniczej Oklahomie, imiona otrzymał na cześć postępowego kandydata na prezydenta Stanów Zjednoczonych w wyborach 1912 – Woodrowa Wilsona. W maju 1919 w pożarze umarła jego starsza siostra Clara.
W 1929 przeprowadził się do rodziny ojca w Pampie w Teksasie. W następnym roku zmarła jego matka. Mieszkając w Pampie skupił się na nauce gry na gitarze oraz harmonijce. Tam również poznał i wkrótce poślubił swoją pierwszą żonę Mary Jennings, z którą miał troje dzieci. Po kilku latach opuścił rodzinę, by ruszyć wraz z falą migracji ofiar wielkiego kryzysu do Kalifornii. Podróże tego okresu odbiły się najwyraźniej w jego twórczości. W latach 1935–1937 śpiewał swoje piosenki w kalifornijskim radiu.
W 1939 bądź 1940 przeniósł się do Nowego Jorku, znajdując uznanie w tamtejszych lewicowych i folkowych środowiskach. Tam też powstały jego pierwsze nagrania: kilka godzin opowieści i piosenek nagranych przez folklorystę Alana Lomaxa na potrzeby Biblioteki Kongresu oraz album Dust Bowl Ballads. W tym czasie rozpoczął też prace nad autobiografią Bound for Glory wydaną w 1943. W 1941 poznał Pete’a Seegera, przewędrowali razem Amerykę wzdłuż i wszerz, i przyłączył się do jego zespołu Almanac Singers. Gdy pod koniec 1941 USA przystąpiły do wojny, Woody wstąpił do armii. Będąc na przepustce, ożenił się z Marjorie Mazia, z którą miał czworo dzieci.
Pod koniec lat czterdziestych stan jego zdrowia zaczął się pogarszać, również jego zachowania budziły kontrowersje. Porzucił rodzinę i wyjechał do Kalifornii, gdzie ożenił się po raz trzeci (miał jedno dziecko z tego związku). Po powrocie do Nowego Jorku w 1954 błędnie diagnozowano u niego różne choroby (włączając alkoholizm i schizofrenię). Ostatecznie odkryto, że cierpi na pląsawicę Huntingtona. Choroba ta całkowicie uniemożliwiła mu dalszą twórczość. Do śmierci przebywał w nowojorskim szpitalu psychiatrycznym, gdzie opiekowała się nim jego druga żona Marjorie.

## Światopogląd
W swojej twórczości, szczególnie tej powstałej podczas II wojny światowej, protestował ‘przeciwko faszyzmowi’ i na rzecz wartości ludowych. Na początku lat 40. przewidywał upadek Hitlera i Mussoliniego. Wykonywał utwory, w których stawał czasem w obronie praw człowieka, pokoju, demokracji, a także osób biednych, bezrobotnych związków zawodowych i przeciw wszechwładzy walks so i prywatnej, charakterystyczną gitarą, na której znajdował się napis: „This machine kills fascists” (pol. „Ta maszyna zabija faszystów”). Walczył z segregacją rasową w Stanach Zjednoczonych – podczas rejsów na statkach (służył we flocie handlowej) sprzeciwiał się poleceniom przełożonych i odmawiał śpiewania jedynie dla białych członków załogi. Właściwie do końca życia znany był ze swojej antyfaszystowskiej postawy.

## Wpływy
W początkowym okresie kariery Boba Dylana, był dla niego wzorem do naśladowania. Wpłynął na cały ruch folkowy końca lat 50. i z początków lat 60. XX w., szczególnie na takich muzyków jak Ramblin’ Jack Elliott, John Sebastian, Pete Seeger, Phil Ochs, Tom Paxton i wielu innych.

## Dyskografia
- 1940 – Dust Bowl Ballads (Folkways Records); 2000 (Buddha Records)
- 1972 – Greatest Songs of Woody Guthrie (Vanguard)
- 1987 – Columbia River Collection (Rounder Records)
- 1988 – Folkways: The Original Vision (Woody i Leadbelly) (Smithsonian Folkways)
- 1988 – Library of Congress Recordings (Rounder Records)
- 1989 – Woody Guthrie Sings Folk Songs (Smithsonian Folkways)
- 1990 – Struggle (Smithsonian Folkways)
- 1991 – Cowboy Songs on Folkways (Smithsonian Folkways)
- 1991 – Songs to Grow on for Mother and Child (Smithsonian Folkways)
- 1992 – Nursery Days (Smithsonian Folkways)
- 1994 – Long Ways to Travel: The Unreleased Folkways Masters, 1944–1949 (Smithsonian Folkways)
- 1996 – Almanac Singers (UNI/MCA}
- 1996 – Ballads of Sacco & Vanzetti (Smithsonian Folkways)
- 1997 – This Land Is Your Land, The Asch Recordings, Vol.1 (Smithsonian Folkways)
- 1997 – Muleskinner Blues, The Asch Recordings, Vol.2 (Smithsonian Folkways)
- 1998 – Hard Travelin', The Asch Recordings, Vol.3 (Smithsonian Folkways)
- 1999 – Buffalo Skinners, The Asch Recordings, Vol.4 (Smithsonian Folkways)
- 2007 – The Live Wire: Woody Guthrie in Concert 1949 (Woody Guthrie Publications)
- 2009 – My Dusty Road (Rounder Records}